# Saint-Aunix-Lengros
 Saint-Aunix-Lengros  là một xã của tỉnh Gers, thuộc vùng Occitanie, tây nam nước Pháp.